# Informazione di garanzia
L'informazione di garanzia (detta anche avviso di garanzia in gergo giornalistico) è un istituto previsto dal codice di procedura penale italiano che ha come destinatari la persona sottoposta alle indagini (indagato) e la persona offesa da un reato.
Contiene indicazione delle norme di legge che si suppongono violate, della data e del luogo del fatto e l'invito a esercitare la facoltà di nominare un difensore di fiducia. Presupposto è il compimento da parte del pubblico ministero di un atto al quale il difensore dell'indagato ha il diritto di assistere. 

## Disciplina
L'istituto è regolato dell'art. 369 (informazione di garanzia) c.p.p. come modificato dalla legge 8 agosto 1995, n. 332: l'indagato ha diritto a ricevere l'informazione di garanzia solo quando deve essere compiuto un atto al quale ha diritto di partecipare il suo difensore (atto garantito).
L'art. 369 c.p.p. infatti dispone testualmente al comma 1:

## Analisi e caratteristiche
La definizione deriva dal fatto che tale informazione garantisce alla persona cui viene spedita dal pubblico ministero ("in plico chiuso raccomandato con ricevuta di ritorno") la possibilità di essere assistita da un proprio difensore di fiducia, e contiene un invito a esercitare tale facoltà. Qualora l'indagato non dovesse provvedere alla nomina di un difensore, il pubblico ministero dovrà designare un difensore d'ufficio richiedendo il nominativo all'apposito ufficio dell'ordine degli avvocati.
L'informazione indica inoltre le norme che si intendono violate e la data e il luogo di tale violazione. Mira a garantire l'esercizio del diritto di difesa soltanto per gli atti cui i difensori hanno diritto di assistere, ossia gli atti garantiti: interrogatorio, ispezione e confronto ai quali partecipa l'indagato, ispezione a cui l'indagato non deve partecipare (art. 364, commi 1 e 3).

Rientra tra gli atti garantiti anche l'accertamento tecnico non ripetibile, cioè quello disposto dal PM su "persone, cose o luoghi il cui stato è soggetto a modificazione" (art. 360). Invece la perquisizione e il sequestro probatorio non devono essere preceduti dall'informazione di garanzia, trattandosi di atti a sorpresa.